# Izbište
Izbište (izvirno srbsko Избиште) je naselje v Srbiji, ki upravno spada pod Občino Vršac; slednja pa je del Južnobanatskega upravnega okraja.

## Demografija
V naselju, katerega izvirno (srbsko-cirilično) ime je Избиште, živi 1345 polnoletnih prebivalcev, pri čemer je njihova povprečna starost 40,2 let (38,6 pri moških in 41,7 pri ženskah). Naselje ima 548 gospodinjstev, pri čemer je povprečno število članov na gospodinjstvo 3,15.
To naselje je, glede na rezultate popisa iz leta 2002, v glavnem srbsko, a v času zadnjih treh popisov je opazno zmanjšanje števila prebivalcev.
|  |

| Demografija | Demografija     | Demografija     |
| Leto        | Št. prebivalcev | Št. prebivalcev |
| ----------- | --------------- | --------------- |
|             |                 |                 |
|             |                 |                 |
|             |                 |                 |
|             |                 |                 |
| 1948        | 2506            |                 |
| 1953        | 2410            |                 |
| 1961        | 2408            |                 |
| 1971        | 2257            |                 |
| 1981        | 2094            |                 |
| 1991        | 2004            | 1802            |
| 2002        | 1932            | 1728            |
|             |                 |                 |

| Etnična sestava po popisu iz leta 2002 | Etnična sestava po popisu iz leta 2002 | Etnična sestava po popisu iz leta 2002 | Etnična sestava po popisu iz leta 2002 | Etnična sestava po popisu iz leta 2002 |
| -------------------------------------- | -------------------------------------- | -------------------------------------- | -------------------------------------- | -------------------------------------- |
| Srbi                                   | Srbi                                   |                                        | 1.499                                  | 86,74%                                 |
| Romi                                   | Romi                                   |                                        | 127                                    | 7,34%                                  |
| Romuni                                 | Romuni                                 |                                        | 16                                     | 0,92%                                  |
| Jugoslovani                            | Jugoslovani                            |                                        | 8                                      | 0,46%                                  |
| Madžari                                | Madžari                                |                                        | 7                                      | 0,40%                                  |
| Hrvati                                 | Hrvati                                 |                                        | 6                                      | 0,34%                                  |
| Albanci                                | Albanci                                |                                        | 4                                      | 0,23%                                  |
| Slovaki                                | Slovaki                                |                                        | 3                                      | 0,17%                                  |
| Nemci                                  | Nemci                                  |                                        | 2                                      | 0,11%                                  |
| Muslimani                              | Muslimani                              |                                        | 2                                      | 0,11%                                  |
| Makedonci                              | Makedonci                              |                                        | 2                                      | 0,11%                                  |
| Črnogorci                              | Črnogorci                              |                                        | 1                                      | 0,05%                                  |
| Neznano                                | Neznano                                |                                        | 5                                      | 0,28%                                  |